# Raimondo di Canillac
Raimondo di Canillac, o anche di Canilhac, in lingua francese Raymond de Canillac (Canilhac, 1300 circa – Avignone, 20 giugno 1373), fu un religioso francese che divenne arcivescovo e cardinale.
Era figlio di Guglielmo di Canillac e di Jeanne de Deaux, sorella del cardinale Bertrand de Deaux. Era imparentato con papa Clemente VI ed il fratello Pierre († 1361) fu vescovo di Saint-Pons-de-Thomières e poi di Maguelone.

## Biografia
Entrato nell'ordine dei Canonici Regolari di Sant'Agostino Confederati, compì i suoi studi presso l'Università di Montpellier, ove si laureò in utroque iure.
Nel 1333 divenne prevosto del capitolo dei canonici della Cattedrale dei Santi Pietro e Paolo di Maguelone nell'isola di Maguelone ed alcuni anni dopo divenne abate commendatario dell'abbazia di Conques.
All'inizio del 1345 Guglielmo II Roger, visconte di Beaufort, sposò, in seconde nozze, Garine de Canillac, figlia di Alissena di Poitiers-Valentinois e di Marquis (o Marquès) III di Canillac (fratello di Raimondo), del quale ella era l'unica ereditiera. Guglielmo II era fratello di Pietro Roger, che diverrà papa con il nome di ClementeVI nel 1342, cosicché Raimondo si imparentò con la famiglia del pontefice.
Il 28 marzo 1345 egli venne nominato arcivescovo di Tolosa.
Con il concistoro del 17 dicembre 1350, Clemente VI lo nominò Cardinale presbitero di Santa Croce in Gerusalemme, ed egli lasciò quindi la sede episcopale di Tolosa.
Dopo la disfatta di Poitiers, fu su iniziativa di papa Innocenzo VI che Arduino de la Roche, abate di Cluny, fece accettare, il 4 marzo 1360, il principio di un negoziato tra Francia ed Inghilterra. Esso ebbe inizio nel mese di maggio a Sovres, presso Brétigny, sotto la presidenza del cardinale Raimondo di Canillac e si concluse con la tregua siglata dalle parti l'8 maggio dello stesso anno.
L'anno successivo, il 4 novembre, Raimondo divenne cardinale vescovo di Palestrina. Egli divenne il custode delle doppie decime che il clero di Linguadoca si era obbligato a pagare per poter riscattare Giovanni I, catturato a Poitiers dagl'inglesi e da essi tenuto prigioniero.
Dopo la morte di papa Innocenzo VI, ed il rifiuto da parte del Camerlengo del collegio cardinalizio, Ugo Roger, fratello di Clemente VI,  numerosi voti si raccolsero sulla persona di Raimondo, ma non furono sufficienti alla sua elezione al pontificato.

L'arme dei Canillac

Il cardinale Raimondo aveva residenze in Avignone, ove la sua torre emerge ancora sul palazzo di Bouchony ed una crociera di ogiva è sempre adorna con lo scudo delle arme dei Canillac, a Villeneuve-lès-Avignon, ove l'Hôtel de Canillac è sito all'angolo della place de l'Oratoire e dà sulla rue de l'Hôpital ; a Saint-Rémy-de-Provence, Raimondo di Canillac fu il proprietario del château de la Tour, noto oggi con il nome di Tour du Cardinal.
Alla sua morte la salma fu inumata nella cappella che porta il suo nome, sita nel muro del transetto destro della Cattedrale dei Santi Pietro e Paolo di Maguelone, sull'isola di Maguelone.

## Successione apostolica
La successione apostolica è:
- Vescovo Gaucelin de Deux (1363)
- Vescovo Begon de Castelnau (1367)
- Vescovo Jean Gascq (1367)

## Conclavi
Raimondo prese parte ai conclavi del:
- 1352, che elesse papa Innocenzo VI
- 1362 che elesse papa Urbano V
- 1370 che elesse papa Gregorio XI